# Associação Olímpica Britânica
A Associação Olímpica Britânica (BOA, na sigla em inglês) é a responsável pela participação do Reino Unido nos Jogos Olímpicos. Foi criada em 24 de maio de 1905 na House of Commons. O primeiro dirigente da entidade foi Lord Desborough.
A BOA administra o "Team GB", como é chamada a equipe de atletas da Grã-Bretanha (nome que o Reino Unido usa nos Jogos). O país já participou de 26 edições dos Jogos de Verão e de 20 dos Jogos de Inverno.